# Хімічна форма
Хімічна форма (англ. chemical species, рос. химическое вещество) — ансамбль хімічно ідентичних молекулярних частинок, які мають однаковий набір молекулярних енергетичних рівнів у шкалі часу експерименту (IUPAC) чи чутливості експериментального методу, пр., сполуки з природнім розподілом ізотопiв, набір конформерів чи якийсь стійкий конформер, що сприймаються як щось одне (один хімічний вид) в рамках даного методу. Термін використовується також до набору хімічно ідентичних атомних чи молекулярних структурних одиниць у твердому тілі. Наприклад, два конформаційних ізомери можуть взаємоперетворюватись настільки повільно, що кожен з них може бути зафіксований методом ЯМР, тоді вони в масштабі радіочастот розглядаються як дві різні хімічні форми.
Синонім — хімічний вид.